# المؤتمر الصهيوني الثامن والثلاثون
المؤتمر الصهيوني الثامن والثلاثون (بالعبرية: הקונגרס הציוני העולמי ה-38‏) انعقد في القدس يومي 20 و22 أكتوبر 2020، بمشاركة أكثر من 700 مندوب وآلاف الأشخاص من 35 دولة لانتخاب مناصب قيادية وتحديد سياسة المنظمة الصهيونية العالمية.   ونظرا لجائحة كوفيد-19 المستمرة خلال عام 2020، عُقدت جلسات المؤتمر ومداولاته عبر الإنترنت من خلال منصة افتراضية عالمية.  

## المندوبون والانتخابات
يتألف المؤتمر من 524 مندوب:
- 199 من إسرائيل (38%)،
- 152 من الولايات المتحدة (29%)
- 173 من بقية اليهود في الشتات (33%). [6]

### أستراليا
تم تحديد تمثيل الوفد الصهيوني الأسترالي في 2 يونيو 2020. وللمرة الأولى، ترشحت المجموعات التقدمية تحت مظلة مجموعة هاتيكفا، والتي تضمنت صندوق إسرائيل الجديد، وأمينو، وميرتس، وهابونيم درور، وهاشومير هتسعير. وفازت المجموعة بمقعدين. وشملت الأحزاب الأخرى الممثلة حزب أرزا (4 مقاعد)، وحزب مزراحي (4 مقاعد)، وحزب ميركاز ماسورتي (مقعدان)، وحزب أصدقاء الليكود (مقعد واحد).

### إسرائيل
يتم تحديد عدد المندوبين الممثلين لإسرائيل في المؤتمر وفقًا لحجم الأحزاب الصهيونية في الكنيست. وبالتالي سيتم توزيع الممثلين الإسرائيليين في المؤتمر وفقًا لنتائج انتخابات الكنيست الثانية والعشرين، التي عقدت في سبتمبر/أيلول 2019.

### الولايات المتحدة
| اللائحة                                   | الأصوات | المقاعد | الأيديولوجية |
| ----------------------------------------- | ------- | ------- | --- |
| اعادة تشكيل                               | 31,483  | 39      | أرزا ؛ حركة الإصلاح وإعادة بناء اليهودية                                                                          |
| الائتلاف الأرثوذكسي الإسرائيلي – المزراحي | 21,692  | 27      | مزراحي ; الصهاينة المتدينين                                                                                       |
| إريتز هاكوديش                             | 20,045  | 25      | الحريدي ; متدين                                                                                                   |
| ميركاز الولايات المتحدة الأمريكية         | 14,655  | 18      | اليهودية المحافظة-الماسورتي                                                                                       |
| تحالف ZOA                                 | 10,312  | 13      | المنظمة الصهيونية الأمريكية (ZOA)، التوراة من سيناء، اجعل إسرائيل عظيمة (MIG) والشركاء الوطنيين المؤيدين لإسرائيل |
| المنتدى الأمريكي من أجل إسرائيل           | 8,096   | 10      | انتماء إسرائيل بيتنا                                                                                              |
| هاتيكفاه                                  | 7,936   | 10      | لائحة إسرائيل التقدمية؛ يمثلون 11 مجموعة                                                                          |
| شاس اولامي                                | 2,045   | 2       | شاس اولامي؛ الحركة الأرثوذكسية السفاردية في جميع أنحاء العالم                                                     |
| كول يسرائيل                               | 1,749   | 2       | "من أجل حب إسرائيل – جعل الصهيونية مقنعة في القرن الحادي والعشرين"                                                |
| دورشي توراه فتسيون                        | 1,371   | 2       | الأرثوذكسية المفتوحة ; "التوراة وإسرائيل للجميع"                                                                  |
| حيروت الصهاينة                            | 1,154   | 1       | حركة جابوتنسكي |
| رؤية                                      | 1,038   | 1       | "تمكين الجيل القادم"                                                                                              |
| أمريكيون 4 إسرائيل                        | 856     | 1       | "السلام والوحدة والأمن"                                                                                           |
| إسرائيل شيلانو                            | 769     | 1       | "إسرائيل لنا"؛ الإسرائيليون المقيمون في الولايات المتحدة                                                          |
| اوهافي صهيون                              | 374     | 0       | المنظمة الصهيونية السفاردية العالمية                                                                              |

### المكسيك
| اللائحة              | % من الأصوات | المقاعد | الأيديولوجية                                                                                             |
| -------------------- | ------------ | ------- | --- |
| ماغشيميم             | 29.7%        | 2       | ائتلاف هانوار هاتسيوني، دور جاداش، هيجالوتس لاميرجاف، منظمة سيونيستا سيفارادي والكونفدرالية؛ مركز، مستقل |
| الاتحاد الصهيوني     | 26.3%        | 2       | ائتلاف مركاز، ميرتس / هشومير هتسعير وغيميل LGBTQ؛ وسط اليسار                                             |
| الليكود المكسيك      | 19.2%        | 1       | الليكود ؛ الجناح الأيمن                                                                                  |
| مزراحي – بني عكيفا   | 15.4%        | 1       | مزراحي ; الأرثوذكسية الحديثة                                                                             |
| حركة أفودا هاتزيونيت | 9.5%         | 1       | حزب العمل الإسرائيلي ; الجناح الأيسر                                                                     |

### البلدان الاخرى
يتم تحديد المندوبين من المجتمعات اليهودية الأخرى غير إسرائيل والولايات المتحدة عادةً بالاتفاق بين "المجتمعات والفصائل اليهودية المختلفة" بدلاً من الانتخابات.

## أنظر أيضا
- المؤتمر الصهيوني العالمي